# إلياس بن مضر
إلياس بن مضر جد جاهلي بنوه قبائل كثيرة وهو الجد السادس عشر للنبي محمد. وكان إلياس بن مُضَر سيد بني إسماعيل عليه السلام في مكة وكبيرهم في زمانه وهو الذي أنكر على بني إسماعيل تغييرهم من سنن اباؤهم وكان من فضلاء بني أسماعيل حتى رد جميع ولد إلى إسماعيل إلى سنن ال إسماعيل.

## نسبه
- إلياس بن مضر بن نزار بن معد بن عدنان.[3]

## عنه
وقال ابن دحية: «كان إلياس بن مضر وصي أبيه، وكان ذا جمالٍ بارع ودين، تعظمه العرب قاطبة، وهو أول من مات بالسل». وقال أبو هلال العسكري: «كان إلياس بن مضر أول من أهدى البدن إلى البيت». وقيل انه أول من ظفر بمقام النبي إبراهيم لما غرق البيت في زمن النبي نوح فوضعه بزاوية البيت وجاء عنه حديث نبوي «لا تسبوا إلياس فإنه كان مؤمنا». وقيل انه جماع قريش فلا يقال لرجل عاش قبله قرشي.

## ذريته
ينتسب إلى إلياس بن مضر شعب كبير من العرب مكون من قبائل عده وهم:
- قريش
- هذيل
- كنانة
- القارة
- بنو تميم
- ضبة
- الرباب
- مزينة

## ذكرة في القران
ذكر أبو هلال العسكري وقال بعض المفسرين انه المقصود في قوله تعالى ﴿سَلَامٌ عَلَى إِلْ يَاسِينَ ۝١٣٠﴾ [الصافات:130] يعنى الياس بن مضر وأهل دينه جميعهم 

## أمه
- القول الأول: هي الرباب بنت حيدة بن معد بن عدنان. قاله هشام في جمهرته، وتبعه كل من الطبري، وابن سعد، والبلاذري، وابن حبيب.
- القول الثاني: هي الحنفاء بنت إياد بن معد بن عدنان. قاله الزبيري، وحكاه ابن دريد قولاً. ويلاحظ أنهم قالوا إياد بن معد، فهو إذاً غير إياد بن نزار القبيل الذي انقرض والذي كان منهم قس بن ساعدة الإيادي، وبهذا يستساغ هذا القول إذ أن مضر بن نزار أخو إياد بن نزار ويستحيل أن يتزوج مضر ابنة أخيه. وعند ابن حبان في سيرته؛ الرباب بنت إياس بن معد.
- القول الثالث : هي عطوى بنت إياد من حمير، حكاه ابن دريد قولاً.
- القول الرابع : هي امرأة من جرهم، حكاه ابن هشام، والكلاعي أيضاً.
- القول الخامس : هي أسمى بنت سود بن أسلم بن الحارث بن قضاعة، حكاه ابن حزم، ولعل صوابه أسلم بن الحاف بن قضاعة،.

## إخوته
أخو إلياس بن مضر لأبيه وأمه هو قيس عيلان بن مضر أحفاده القيسية المعروفون.